# Strelczyki
Strelczyki (biał. Стрэльчыкі; ros. Стрельчики) − wieś na Białorusi, w obwodzie grodzieńskim, w rejonie oszmiańskim, w sielsowiecie Grodzie.

## Historia
W czasach zaborów wieś w okręgu wiejskim Polany, w gminie Polany, w powiecie oszmiańskim, w guberni wileńskiej Imperium Rosyjskiego. W 1866 roku liczyła 70 mieszkańców w 9 domach, należała do dóbr Polany, Jankowskich. W 1905 roku liczyła 106 mieszkańców, 130 dziesięcin.
W latach 1921–1945 wieś leżała w Polsce, w województwie wileńskim, w powiecie oszmiańskim, w gminie Polany.
W 1931 wieś w 17 domach zamieszkiwało 90 osób.
Wierni należeli do parafii rzymskokatolickiej w Oszmianie. Miejscowość podlegała pod Sąd Grodzki w Oszmianie i Okręgowy w Wilnie; właściwy urząd pocztowy mieścił się w Gudogajach.
Po II wojnie światowej w granicach Związku Sowieckiego. Od 1991 w niepodległej Białorusi.